# Кримскотатарска литература
Кримскотатарската литература започва своята история от времето на Златната орда, процъфтява по време на Кримското ханство, и се възражда в края на XIX век.

## История
Сред първите литературни произведения на Крим е стихотворението „Юсуф и Зулейха“, написано от Махмуд Киримли през XIII в.
Други изключителни кримски автори са: Али (- 1232), Махмуд (XIII-XIV в.), Мевляна Рейб бин Ибрахим (? – 1386), Мевлана Шерефедин бин Кемал (? – 1438) и Кемал Уме (? – 1475).
По време на Златната орда (XIII – първата половина на XV век) с приемането на исляма от кримците, възникна дворцовата поезия, чието формиране завършива ранния период на развитието на Кримското ханство.

### Класически период
Кримскотатарската литература от разцвета на Кримското ханство е дворцова литература (saray edebiyatı), известна още като „диван литература“, тоест светска. Такава литература пишат ханове и аристократи. Известни поети са: Абдул-Маджид Ефенди, Усеин Кефевий, Менгли I Герай, Бора Газа, Рамел Ходжа, Ашик Умер, Мустафа Джевхер, Лейла Бикеш, Ашик Ариф, Янмухаммед, Едип Ефенди.
През XV – XVII век от произведенията на кримските поети се създават антологии.
Тази литература е пълна с чуждестранна лексика и най-вече с арабски и персийски чуждици. Пречка за използването на тюркски речник е версификационната система, която се основава на разделянето на гласни по дължина и именно това предизвиква чести призиви на поетите към арабския и персийския речник.
По същото време на кримскотатарски език се появяват героични произведения (Çorabatır – Богатир Чора, Kör oğlu – син на слепите), публични произведения (Tair ve Zore – Тахир и Звезда), приказки (за животни, магически, всекидневни, кумулативни), народни песни (сватбени, лирически, комични, войнишки), легенди, поговорки, гатанки и други подобни, чийто език съдържа малко чуждици. .
Други известни произведения от този период: „За похода на Ислям-Гирей към Полша“ на Ян-Мохамед, „Асебес-нас-Сейяр“ (Седем планети относно новините от историята на татарите) Сейид Мохамед Риза, „Ел Мугум-ул-Бурхан“ (Океан от доказателства), многобройни хански етикети.  Прозаичните произведения от класическия период са исторически произведения като „Розовото цветно легло на хановете“ от Халим Гирай и „Подкрепата на хрониката и историческите новини“ на Абд ал-Джафар Кирими.
След завладяването от Русия, литературният живот на Крим спира, тъй като кримските ханове са главните покровители на поезията.

### Нов период
Ключовата фигура от края на XIX – началото на XX век е Исмаил Гаспрински, който полага основите на историята и романа в кримскотатарската литература. Гаспрински публикува вестник „Терджиман“, в който се появяват творбите на нови кримскотатарски писатели.
През XX век Ешреф Шеми-заде полага големи усилия да създаде нова кримскотатарска поезия.
Първата драма на кримскотатарски език „Оладжага чаре алмаз“ е написана от Абдула Озенбашли през 1901 г., а през 1906 г. е основан литературният кръг „Учкун“ (Искра) под ръководството на Джелал Майнов в Бахчисарай.
Развитието на кримскотатарската литература от съветския следвоенен период бива силно повлияно от депортирането на кримските татари в Централна Азия и Урал. Така литературната традиция бива прекъсната, а факта за съществуването на кримскотатарската литература и нейните най-важни автори е приглушен в СССР до 70-те години.
През 70-те и 80-те години прозата се развива, по-специално при такива автори като Айдер Осман, Урие Едемова, Ервин Умеров, Емил Амит и Рустем Муедрин. Класикът на съветския период Шамил Алядин.

### Съвременен период
Съвременната кримскотатарска проза се характеризира с традиционната култура на исляма (суфизма, етиката на Корана). Влиянието на европейския постмодернизъм и авангард е ограничено.
Има Съюз на кримскотатарските писатели, а литературните произведения са публикувани в литературното списание „Йълдъз“.